# Homo Sovieticus
Homo Sovieticus (pseudo-latino per "uomo del Soviet") era un riferimento critico e sarcastico alla persona media dell'URSS, osservata anche in altri paesi del blocco socialista.
Il termine è stato coniato dal noto saggista e sociologo sovietico Aleksandr Aleksandrovič Zinov'ev in un libro con lo stesso nome. Un termine affine nello slang russo è sovok (совок), che è derivato da soviet, ma significa anche pala.
Zinov'ev ha anche coniato un'abbreviazione giornalistica, gomosos (гомосос).

## Caratteristiche
L'idea che il sistema sovietico avrebbe potuto creare un nuovo e miglior tipo di persona è stata postulata dai promotori di tale sistema. Lo chiamavano "Nuovo uomo sovietico". Homo Sovieticus, invece, aveva un'accezione negativa, inventato per descrivere in modo spregiativo il risultato reale delle politiche sovietiche.
Alcune tra le caratteristiche dell'Homo Sovieticus sono state individuate nelle seguenti:
- Indifferenza ai risultati del proprio lavoro (espresso nella frase "Loro fingono di pagarci, e noi fingiamo di lavorare").
- Mancanza di iniziativa e fuga dalle proprie responsabilità[3].
- Indifferenza alla proprietà comune e piccoli furti sul luogo di lavoro per uso personale o non-profit.
- Poiché la censura era mirata a isolare le persone dall'influenza occidentale, la cultura del blocco occidentale era spesso idolatrata proprio in quanto "esotica".
- Obbedienza e accettazione passiva di tutto ciò che era imposto dalle autorità e dal governo.